# Västberlin
Västberlin var från 1949 till 1990 västmakternas del av staden Berlin. Den sovjetiskt kontrollerade delen, Östberlin, var även huvudstad i Östtyskland.
Formellt stod Västberlin under kontroll av de västliga segrarmakterna efter andra världskriget – USA, Storbritannien och Frankrike. I praktiken administrerades Västberlin i de flesta avseenden som en del av Västtyskland. Den var belägen som en exklav inuti Östtyskland och omgavs efter 1961 av Berlinmuren. För att uppmuntra västtyskar att bosätta sig i Västberlin gavs flera förmåner, inklusive befrielse från värnplikt.

## Historia
Berlin hade vid andra världskrigets slut delats upp i fyra sektorer, en för vardera större segrarmakt: USA, Storbritannien, Frankrike och Sovjetunionen. Från början var det tänkt att hela staden skulle styras gemensamt av de fyra genom den Allierade kommendanturen, men snart kom det till slitningar mellan Sovjetunionen och västmakterna och sovjeterna lämnade då samarbetet. År 1948 utsågs den sovjetiska delen till administrativt centrum i hela sovjetiska ockupationszonen. Västmakterna gick samman och bildade Västberlin av sina tre sektorer. Sektorerna fanns dock formellt kvar. Trots delningen var Västberlin Västtysklands största stad till invånarantalet, med sina 2,2 miljoner invånare.

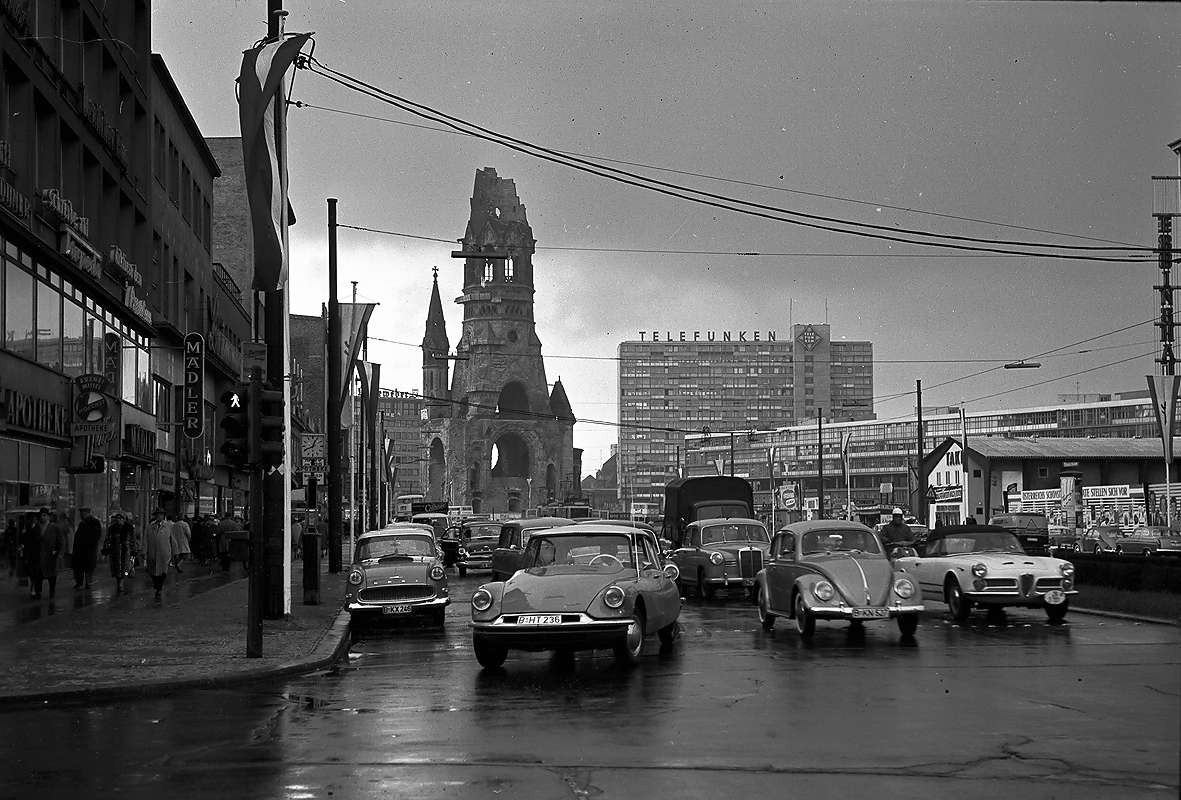
Gatan Tauentzienstrasse i Västberlin på 1950-talet.

I Västberlin valdes Ernst Reuter till regerande borgmästare. 9 september 1948 höll Reuter ett berömt tal inför 300 000 berlinare vid Riksdagshuset. 1950 trädde Berlins författning bara i kraft i Västberlin. Enligt artikel 2, avsats 1 i författningen var Berlin även före 1990 ett förbundsland i Förbundsrepubliken (Västtyskland). Denna artikel kunde dock aldrig spela sin egentliga roll då den underställdes de allierades kontroll av Berlin. Den 3 december 1950 följde de första valen till Berlins representanthus.

### Berlinblockaden
Från och med 24 juni 1948 försökte Josef Stalin driva ut västmakterna ur Västberlin genom en blockad, berlinblockaden, men misslyckades på grund av att förnödenheter flögs in från väst genom luftbron som varade fram till slutet av 1949. Senare kom man överens om skapandet av transitvägar mellan Västtyskland och Västberlin. Ledande personligheter vid denna tid i Västberlin var borgmästaren Ernst Reuter och den amerikanske militäre ledaren Lucius D. Clay. Berlins utsatta läge och berlinblockaden ledde till att stora reserver byggdes upp för att klara en krissituation. Den så kallade Senatsreserven finansierades av staten och innebar lagring av stora kvantiteter livsmedel, drivmedel, medicin och konsumentartiklar. 1956 omfattande lagret fyra miljoner ton.

### Återuppbyggnad

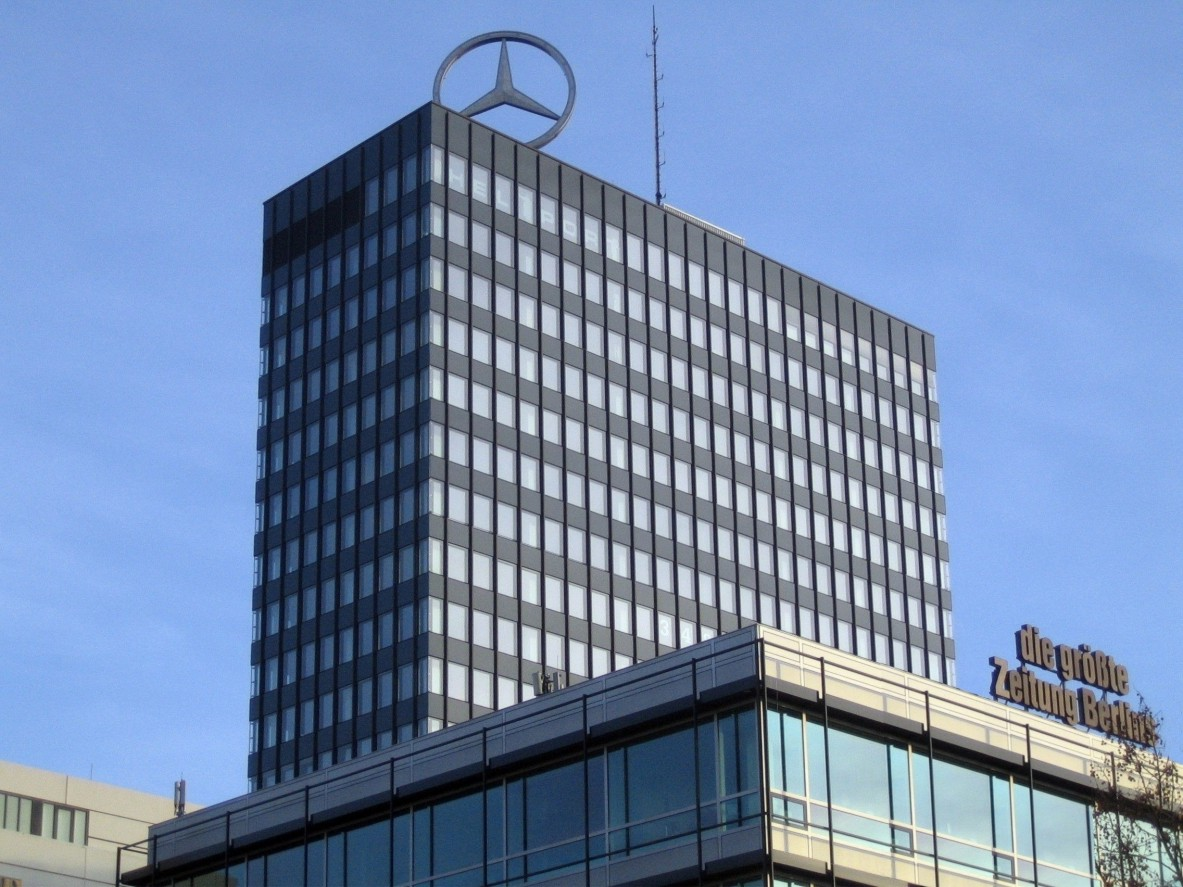
Europa-Center.

Under 1950- och 1960-talet följde stora återuppbyggnadsprojekt i Västberlin och centrala delar som Zoologischer Garten omgestaltades. Till Interbau 1957 skapades det nya Hansaviertel genom en tävling 1952 där 53 arkitekter från 13 länder bjöds in att skapa moderna bostadshus. USA bidrog till Interbau med Kongresshalle och amerikanska pengar finansierade även Amerika-Gedenkbibliothek i Kreuzberg, byggnader på Freie Universität (Henry-Ford-Bau) och Amerika-Haus.
Ett annat exempel är Ernst-Reuter-Platz som fick en modern utformning med omgivande höghuskontor för företag som Telefunken och IBM men även Tekniska universitetets institutioner. I andra fall restaurerades förstörda byggnader. Bostadsområden byggdes upp i 1950- och 1960-talsstil och bär än idag ofta plaketter med året för uppförandet. Stadens utveckling dominerades av tanken på en stad anpassad till bilen (Autogerechte Stadt) fram till 1970-talet då protesterna stoppade ytterligare byggnation av motorleder genom stadens innerstadsdelar. Västberlin fick genom stadsmotorvägen Stadtautobahn Tysklands första motorväg som gick centralt i en stad.
Området Neuer Westen runt järnvägsstationen Bahnhof Zoologischer Garten, Breitscheidplatz och Kurfürstendamm utvecklades till Västberlins nya centrum då Berlins historiska centrum (Mitte) befann sig i den sovjetiska östra sektorn. På Breitscheidplatz byggdes den nya kyrkan bredvid den förstörda Gedächtniskirche och i närheten Bikini-Haus och Schimmelpfenghaus (1957–60). 1965 stod Europa-Center klart vid Breitscheidplatz, ett stort komplex med restauranger, butiker och bio vars höghusdel blev ett landmärke i City-West. Berlins situation gjorde att Västtyskland subventionerade bland annat boende och gjorde satsningar som byggandet av ICC Berlin och utbyggnaden av tunnelbanan under 1970-talet med flera arkitektoniskt intressanta stationer av Rainer G. Rümmler. I Västberlins ytterkanter byggdes under 1960- och 1970-talet förorter som Gropiusstadt, Märkisches Viertel och Falkenhagener Feld.

### Berlinmuren

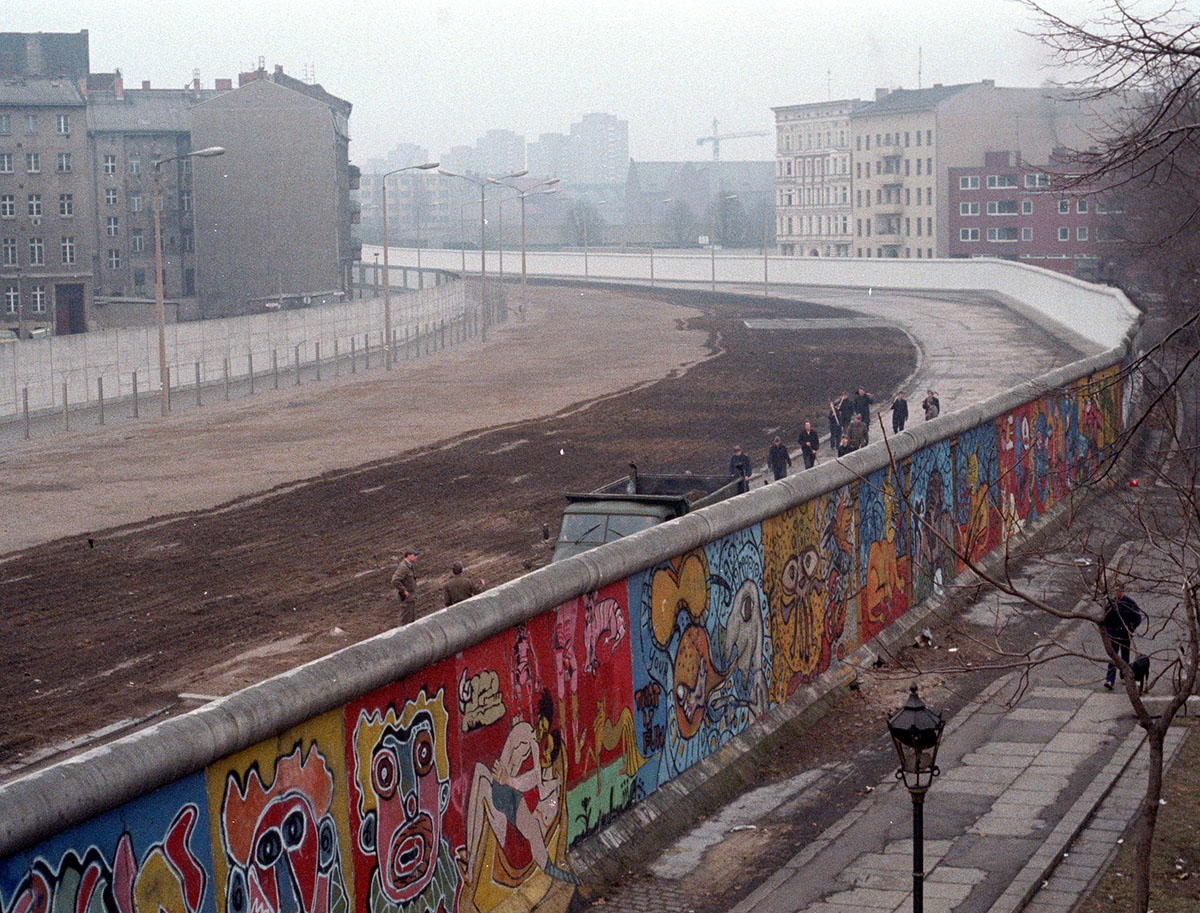
Berlinmuren sedd från Västberlin 1986.

År 1961 byggde den östtyska regimen, för att förhindra östtyskar att fly till väst, en mur längs gränsen mellan Öst- och Västberlin – Berlinmuren. Den hårt bevakade muren behöll sin funktion fram till 9 november 1989, och delarna slutligen enades till en stad, Berlin, i samband med återföreningen mellan Öst- och Västtyskland 3 oktober 1990. Under åren byggdes Berlinmuren om och till. I Västberlin uppfördes platser där besökare kunde se ut över gränsområdet.
Västberlin ansågs vara den sista fria utposten gentemot kommunistblocket under det kalla kriget och spelade en viktig roll under Kubakrisen 1962, då den sovjetiske ledaren Chrustjov hotade att ta Västberlin om USA invaderade Kuba. Den amerikanske presidenten John F. Kennedys besök 26 juni 1963 – med hans bejublade tal med frasen "Ich bin ein Berliner" vid rådhuset i Schöneberg – följde då Kennedy försäkrade berlinarna om USA:s avsikter att säkra Västberlins status. Värd för Kennedys besök var Västberlins regerande borgmästare Willy Brandt. Brandt skulle som förbundskansler genom sin Ostpolitik underlätta för Berlin genom de närmanden som skedde mot Sovjetunionen och Östblocket.

### En västlig ö i öst

Karta över Berlinmuren, visande gränsövergångar.

Västberlin blev en västlig ö bakom järnridån och har kallats Ön i det röda havet, Frontstadt och Frihetens fyrtorn. Redan 1948 blev också öbor – Insulaner – ett begrepp för (väst-)berlinarna. Begreppet skapades i Günter Neumanns humoristiska sändning "Club der Insulaner" som sändes av RIAS vars återkommande melodi "Insulanerlied" fick fäste. Politikens vilja att visa upp framgång skapade vad som kallats Västs skyltfönster (Schaufenster des Westens). Prestigefyllda byggnader skapades och Kurfürstendamm blev Västberlins paradgata med sina exklusiva butiker och uteställen. Västberlin saknade restriktioner för barer och nöjesinrättningars öppettider, en gest från förbundsregeringen för att göra livet lättare att leva bakom murarna, vilket fick till följd att Västberlin som en av få städer i världen hade dygnet runt-öppna krogar och fick rykte om sig som nöjesmetropol. Nattklubbsägaren Rolf Eden har kommit att symbolisera nöjeslivets Västberlin.

### Studentrevolter
Många gamla berlinare kom att lämna staden efter kriget och istället flyttade många studenter till staden för det subventionerade boendet och för att slippa göra värnplikt i Bundeswehr. Västberlin hade två universitet, TU Berlin i centrum och Freie Universität i Dahlem. Från 1968 blev Västberlin centrum för studentrevolterna (jämför 68-vänstern) som utgick från Freie Universität Berlin och som hade sitt centrum i stadsdelen Charlottenburg. En annan brännpunkt var Axel Springer AG:s huvudkontor på Kochstrasse i Kreuzberg. En händelse som rörde upp och aktiverade studentrörelsen skedde 2 juni 1967 då den pacifistiske studenten Benno Ohnesorg blev skjuten av polisen vid en demonstration mot shahen av Irans besök i närheten av Deutsche Oper Berlin. 11 augusti 1968 sköts studentledaren Rudi Dutschke på Kurfürstendamm. Förutom personer ur Röda armé-fraktionen fanns i Västberlin även 2 juni-rörelsen som tagit sitt namn efter Benno Ohnesorgs dödsdatum.
I slutet av 1970-talet utvecklades en förhållandevis stor och aktiv husockupationsrörelse i östra Kreuzberg i det gamla postområdet SO 36. I december 1980 skedde svåra sammandrabbningar mellan husockupanter och polisen ("Schlacht am Fraenkelufer"). 1 maj utvecklades till en årlig för sammandrabbningar mellan demonstranter och poliser i Kreuzberg. 1987 brändes en Bolle-matmarknad ner under 1 maj-oroligheter i Kreuzberg.

### Gästarbetare
Till Berlin kom också många gästarbetare under 1960-talet. Bland de stora industrierna i Västberlin hörde Siemens AG, AEG, Osram, DeTeWe och Telefunken som hade ständigt behov av arbetskraft fram till 1970-talet då Västberlin började tappa sina industrier. Till dessa finmekaniska industrier anställdes kvinnor som ansågs ha bättre fingerfärdighet. I innerstadsdelar som Kreuzberg, Neukölln och Wedding fanns vid denna tid många billiga gamla lägenheter som blev hem för gästarbetarna och deras familjer. Den största gruppen var de turkiska gästarbetarna. De kom att ersätta många av arbetarna från Östberlin som efter Berlinmurens uppförande 1961 inte längre kunde arbeta på västsidan.

### Fyrmaktsavtalet och stagnation

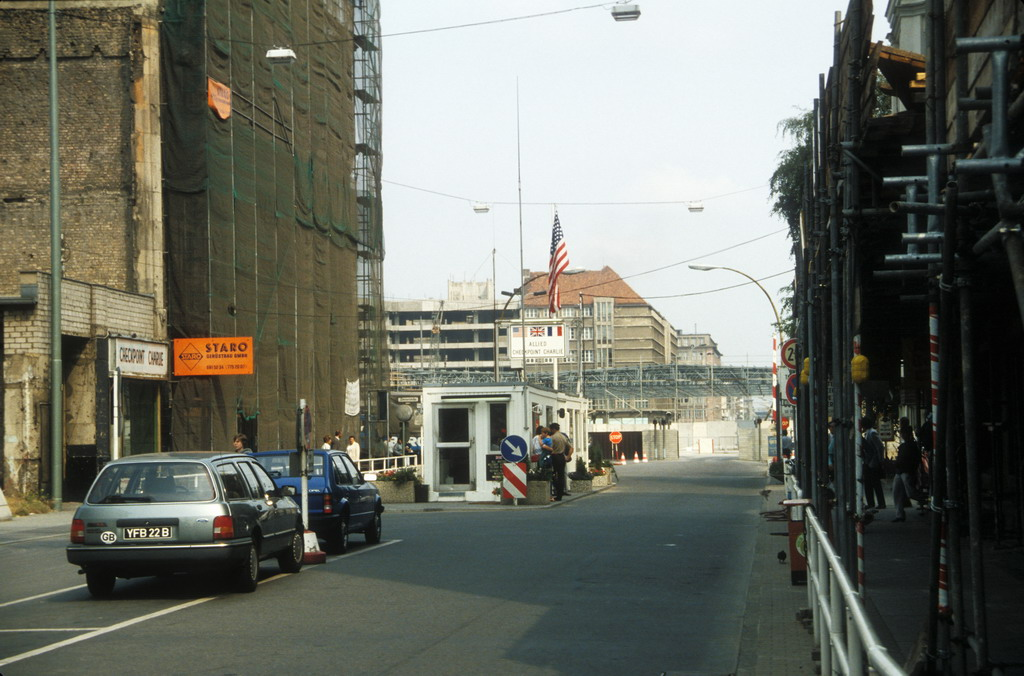
Checkpoint Charlie i Västberlin 1985.

Efter 1950- och 1960-talets kriser med sitt crescendo i Berlinkrisen 1961 följde närmanden mellan öst och väst. År 1972 skrev de fyra segrarmakterna från andra världskriget under Fyrmaktsavtalet, som förenklade relationerna mellan Väst- och Östberlin. Ett annat viktigt avtal var Transitavtalet som förbättrade kommunikationerna mellan Västtyskland och Västberlin genom DDR.
Samtidigt blev bilden av Västberlin mer negativ där staden upplevdes stagnera och förfalla. De stora statliga subventionerna från Västtyskland till staden blev också föremål för negativa konnotationer på grund av att pengarna saknades i andra förbundsländer. Samtidig ifrågasattes subventionernas positiva effekt. Västberlins styrning under de västallierade blev också en anakronism och staden låg avsides och sågs som provinsiell. Västberlin blev också känt för en politik med korruption och nepotism med flera politiska skandaler, bland annat vid byggandet av Steglitzer Kreisel (Kreiselaffären). Denna och ytterligare skandaler som Garski-affären, Antes-skandalen ledde till begreppet "Berliner Filz" som beteckning för de nära kopplingar mellan politik och näringsliv, inte minst till byggbranschen som ledde till flera bygg- och mutskandaler. Garski-affären ledde till att regerande borgmästaren Dietrich Stobbe tvingades avgå.

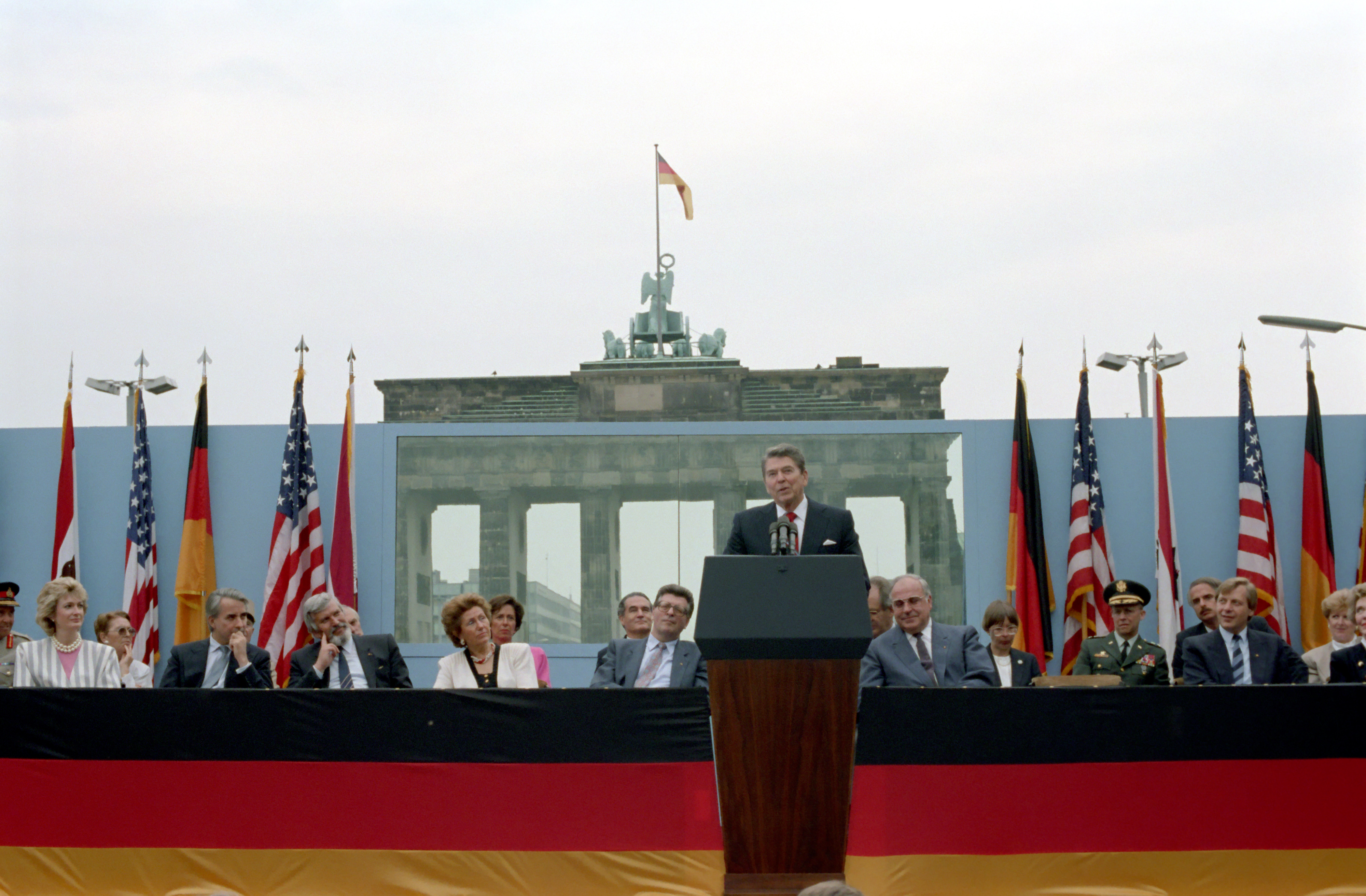
Ronald Reagan vid Berlinmuren 12 juni 1987.

Diskoteksbombningen i Västberlin 1986 var en terroristattack 5 april mot diskoteket La Belle som var populärt bland amerikanska soldater. En bomb exploderade under ett bord i närheten av diskjockeyns bås. En turkisk kvinna dödades, liksom två amerikanska befäl och 230 personer skadades, bland annat drygt 50 amerikanska soldater.
1984–1987 arrangerades även den stora arkitektur- och stadsplaneringsutställningen Internationale Bauausstellung 1987 i Västberlin där flera nya byggnader växte fram i innerstadsdelarna, men samtidigt togs det historiska Berlin till vara mer än vad som gjorts under de tidigare efterkrigstida byggnationerna. 1987 firade Västberlin (och Östberlin) Berlins 750-årsjubileum. I Västberlin skapades bland annat en boulevard av skulpturer på Kurfürstendamm och i både öst och väst restaurerades tunnelbanestationer och pendeltågsstationer.
I talet Riv denna mur vid Brandenburger Tor, alldeles vid Berlinmuren den 12 juni 1987 uppmanade Ronald Reagan Sovjetunionens ledare Michail Gorbatjov att riva muren som en symbol för hans vilja att öka friheten i Östeuropa.

## Politik
Delningen förde med sig att Rathaus Schöneberg blev politiskt centrum som säte för Västberlins förbundslandsparlament och senaten. Regerande borgmästare i Berlin blev benämningen på Västberlins regeringschef. I Västberlin styrde senaten som bestod av den regerande borgmästaren och senatorerna. Titeln regerande borgmästare började användas i Västberlin 1948 och ersatte då titeln överborgmästare (Oberbürgermeister). Efter Berlins enande har titeln fortsatt att användas.
Bland Berlins regerande borgmästare blev Willy Brandt senare förbundskansler och Richard von Weizsäcker förbundspresident. Västberlins sista regerande borgmästare var Walter Momper.

## Kultur

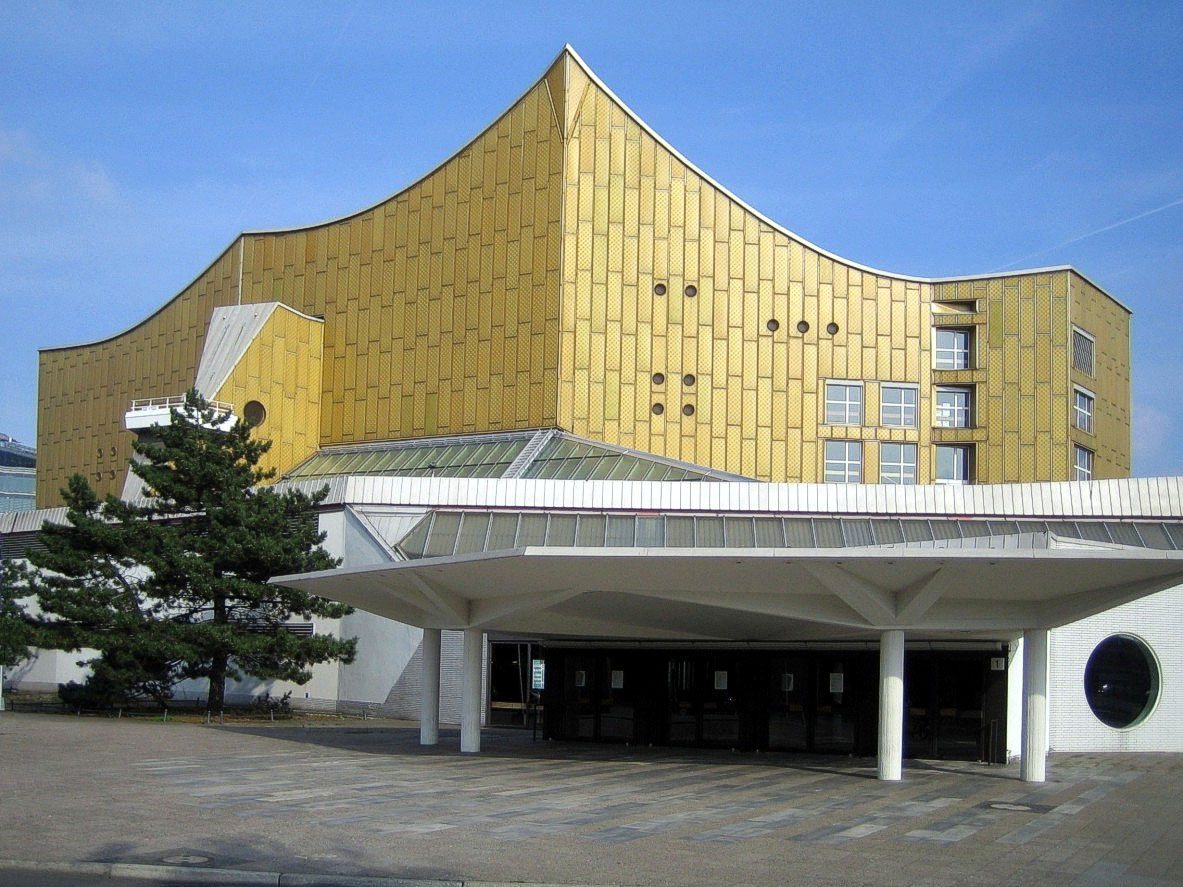
Berliner Philharmonie av Hans Scharoun.

I Västberlin satsades stora resurser på kultur och kulturinstitutioner. Berliner Festspiele och Berlinale startade på 1950-talet. Kulturforum i Tiergarten skapades, ursprungligen tänkt som ett kulturcentrum för hela Berlin. I anslutning byggdes Hans Scharouns Berliner Philharmonie, Mies van der Rohes Neue Nationalgalerie samt Neue Staatsbibliothek. De blev ersättare för motsvarande institutioner på östsidan som existerande sedan innan delningen. Philharmonin fick en internationell storstjärna i dirigenten Herbert von Karajan.
Statliga subventioner och satsningar på kultur gjorde att många artister och konstnärer sökte sig till Västberlin eller gjorde gästspel. Flera världsartister, till exempel David Bowie och Lou Reed, lockades till Berlin med dess speciella känsla. Flera berömda album från sent 1970-tal är inspelade i Västberlin, bland annat Bowies Berlintrilogi som spelades in vid Hansa Tonstudio.
1988 var Västberlin europeisk kulturhuvudstad.

## Västberlins legala status

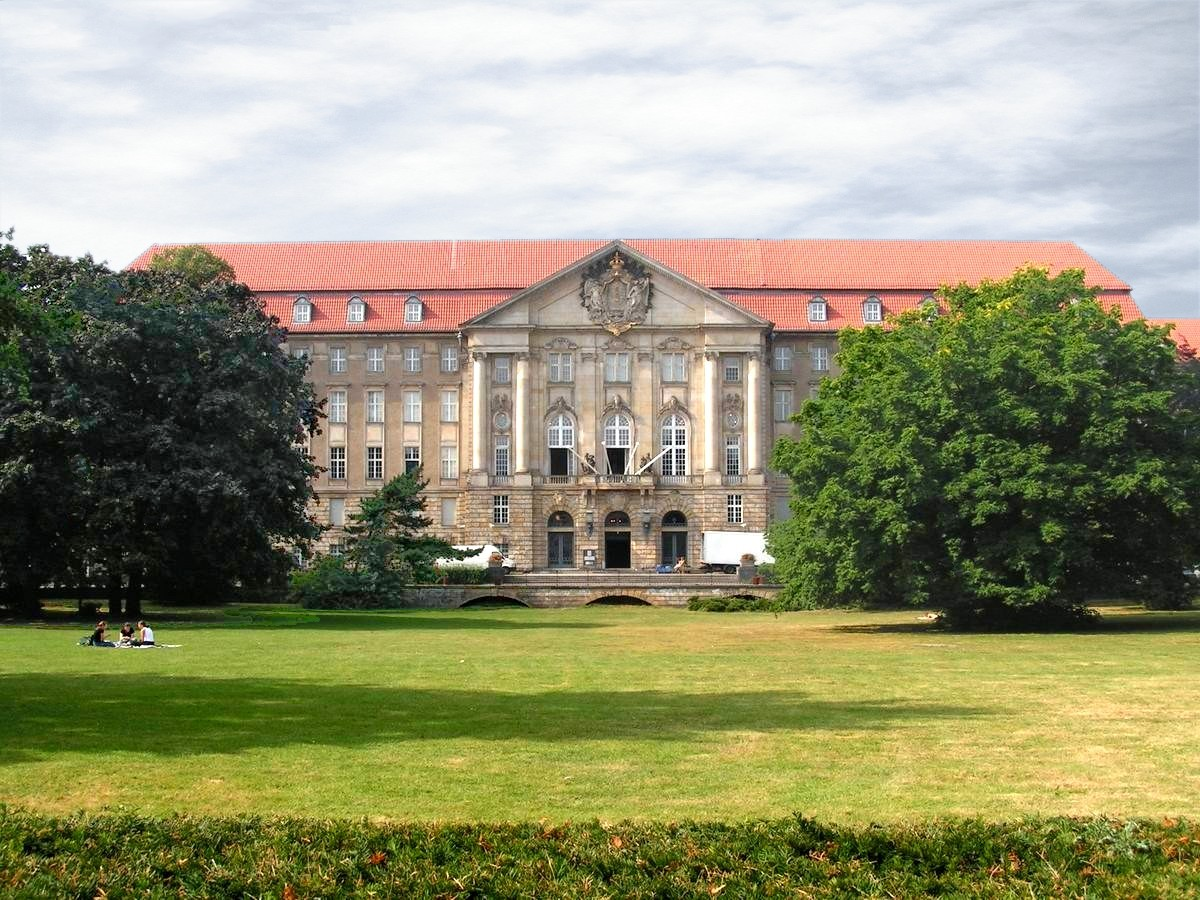
Kammergericht i Schöneberg var säte för Allierade kontrollrådet.

De tre västmakterna hade den slutliga politiska makten i staden. Även om parlamentet, Abgeordnetenhaus, röstade igenom lagar hade västmakterna och deras respektive överbefälhavare det slutgiltiga ordet genom Allierade kontrollrådet. Detta gällde bland annat lagen om värnplikt som inte gällde i Västberlin. Berlins regerande borgmästare var efter genomfört val också tvungen att godkännas av västmakterna. Även om Sovjetunionen ansåg att ockupation av Östberlin tog slut såg västmakterna fortsatt Berlin som en ockuperat stad i fyra sektorer. Detta visades bland annat i att militärer från båda sidor fick passera genom Berlinmurens gränsövergångar utan att kontrolleras. Västberlin kom att förbli en militär ockupationszon fram till den 3 oktober 1990 då Tyskland återförenades.
Staden räknades tekniskt som en delstat i Västtyskland och medborgarna innehade västtyska medborgarskap, men omfattades samtidigt av speciallagar och förordningar. Västberlin kvarstod hela tiden formellt under de allierades styre. Västberlinarna kunde inte heller rösta i förbundsdagsvalen och deras representation i Förbundsdagen inskränkte sig till 20 platser utan rösträtt. Däremot kunde västberlinare röstas in i förbundsdagen, vilket bland annat Willy Brandt gjordes.
Västberlins speciella status gjorde att en rad regler och förordningar fanns; Lufthansa fick inte flyga till Berlin för det var förbehållet flygbolag från de fyra segrarmakterna, det fanns ingen värnplikt och västtyska banker hade speciella dotterbolag med egna namn i staden, till exempel hette Commerzbank i Västberlin Berliner Commerzbank. Den västtyska förbundspresidenten var enbart gäst vid residenset Schloss Bellevue.

## Transittrafik

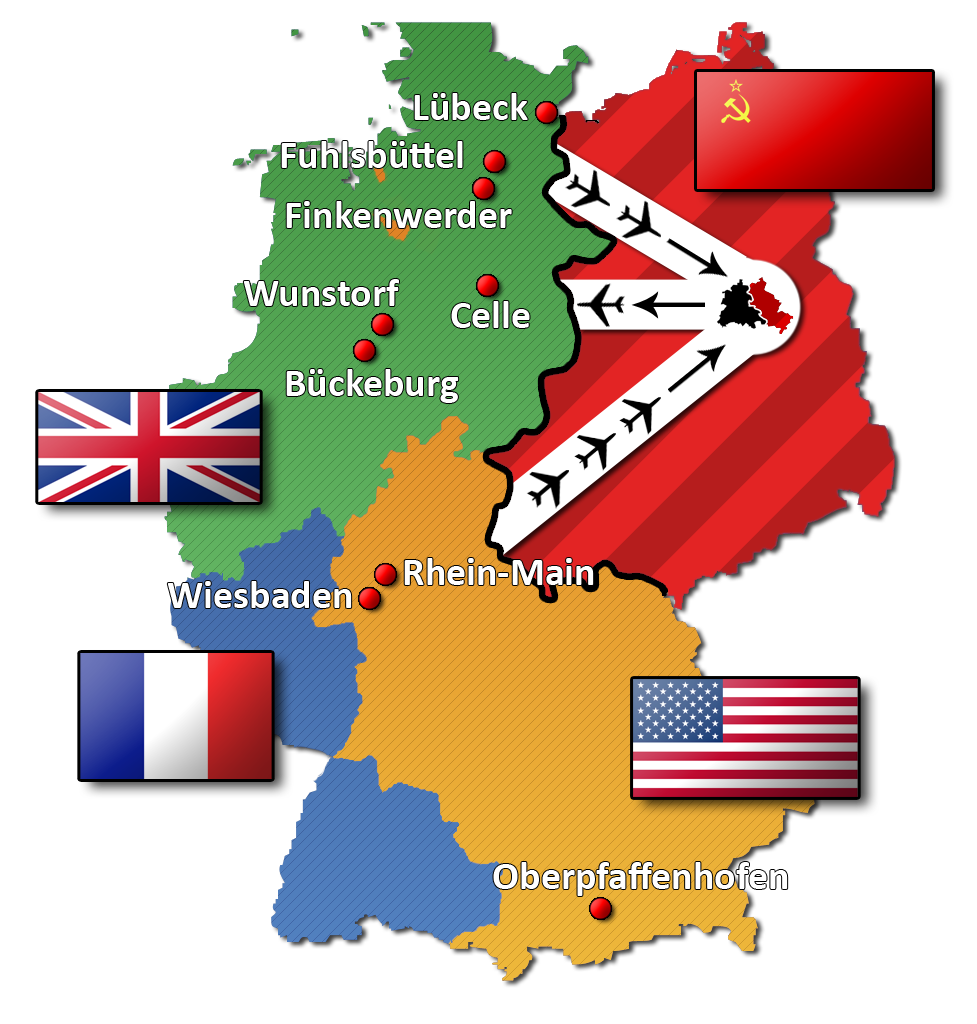
Luftvägar under Berlinblockaden.

Västberlinare kunde resa till Västtyskland och västländer samt neutrala länder förutom under Berlinblockaden 1948-1949. Att resa ut från Västberlin innebar att passera östtyska gränskontroller om man reste via väg och järnväg. Åkte man på vägar rörde det sig om transitsträckor. Bland annat vid Dreilinden fanns den sista rastplatsen i Västberlin innan transitmotorvägen i DDR tog vid; Checkpoint Bravo där fordon kontrollerades innan avfärd från Västberlin ut på transiten.
För flygtrafiken inrättades tre stycken luftkorridorer som kom att spela en avgörande roll under Berlinblockaden.

## Exklaver
Västberlins gränser var desamma som skapats i samband med skapandet av Stor-Berlin 1920. Sektorernas gränser utgick från stadsdelsområdenas. En ändring följde när flygfältet i Gatow blev brittiskt och samtidigt blev flygfältet i Staaken sovjetiskt. Detta, tillsammans med geografiska förutsättningar, förde med sig en komplicerad situation med exklaver i ett Västberlin omgärdat av Östtyskland. Bland annat kom Staakens västra del att hamna under Sovjetunionen de facto medan resterande del av Staaken låg i Västberlin (Spandau) och formellt låg hela Staaken i den brittiska sektorn. 1952 kom västra Staaken att administreras av distriktet Nauen i Östtyskland.
I samband med Fyrmaktsavtalet 1971 genomfördes de första markbytena mellan Västberlin och Östtyskland.

## Västberlins stadsdelsområden

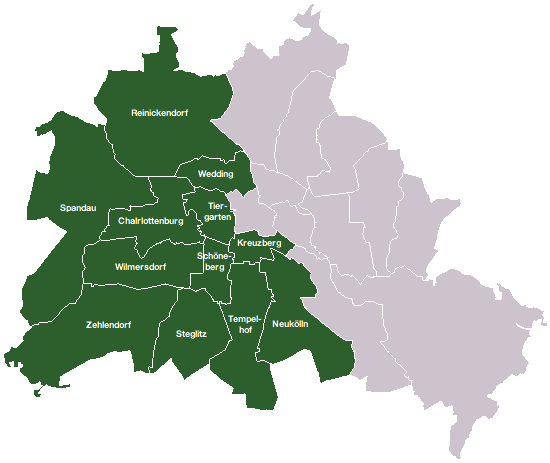
Västberlins stadsdelsområden i grönt.

De fyra sektorerna.

Västberlin bestod av följande stadsdelsområden
I amerikanska sektorn
- Neukölln
- Kreuzberg
- Schöneberg
- Steglitz
- Tempelhof
- Zehlendorf

I brittiska sektorn
- Charlottenburg
- Tiergarten
- Wilmersdorf
- Spandau

I franska sektorn
- Reinickendorf
- Wedding

## Kommunikationer
Västberlin hade två civila flygplatser: Tegel och Tempelhof. Tempelhof var indelad i en amerikansk militär del och en civil del. Tegel byggdes ut på 1970-talet och tog stora delar av den civila trafiken från Tempelhof. Bahnhof Berlin Zoologischer Garten fungerade som Västberlins centralstation.
Kollektivtrafiken bedrevs av BVG och innefattade tunnelbana och bussar sedan spårvägen lagts ned 1967. Pendeltågen S-Bahn kördes av östtyska Deutsche Reichsbahn och bojkottades av en majoritet av västberlinarna. Under 1980-talet kördes projektet M-Bahn i Västberlin.
Västberlin enda motorvägssträcka innefattande AVUS. Motorvägen blev då en viktig förbindelse för transittrafiken som skulle från Västberlin och ut mot Berliner Ring som då tillhörde DDR. Trafik från Västberlin som skulle till det dåvarande Västtyskland använde då ofta denna väg.

## Västberlin idag
Berlins stadsmuseum hade 2014-2015 en utställning om Västberlin, West:Berlin - eine Insel auf der Suche nach dem Festland. Till utställningen följde ett ramprogram som tog upp olika aspekter, bland annat den tysk-amerikanska vänskapen och Västberlin som en biotop. AlliiertenMuseum visar västmakternas historia i staden 1945–1994.